# مايكروسوفت شير بوينت
مايكروسوفت شير بوينت مشاركة إحدى الوثائق والسجلات داخل المنظمات والمؤسسات الكبيرة كما يعمل على ربط فروع المؤسسة بعضها البعض. يتكامل مع مايكروسوفت أوفيس.

## متطلبات النظام
- ويندوز سيرفر 2003
- IIS خادمات معلومات الإنترنت
- SMTP بروتوكول إرسال البريد البسيط
- dot net frame work with sp1 إطار عمل دوت نت

## نظرة عامة
خادم الشيربوينت 2007 هو الآن جزء من نظام ميكروسوفت اوفيس 2007. أي مؤسسة تستطيع استخدام هذا الخادم لتسهيل عمليات التفاعل حول الوثائق والسجلات والمعلومات بين افراد المؤسسة، كذلك يدعم هذا الخادم ميزات إدارة المحتويات، ويمكن بناء إجراءات العمل أو محركات سير العمل لأتمتة المهام، بالإضافة لتوفير نقطة دخول مركزية لجميع معلومات المؤسسة الأساسية.
باستخدام القوالب والميزات الأخرى لخادم الشيربوينت 2007, نستطيع إنشاء مواقع تدعم نشر وإدارة المحتويات، وإدارة السجلات، وإدارة الوثائق، وكذلك الأعمال الذكية ببساطة وكفاءة عالية. وعلى سبيل المثال، يمكننا إنشاء مواقع على مستوى قطاعات الأعمال الكبيرة مثل بوابة لوزارة أو مجموعة شركات أو موقع لهذه الشركة على الإنترنت أو مواقع مخصصة مثل مخازن المحتويات أو مساحات الاجتماعات.
هذه المواقع تمكننا من التفاعل والمشاركة حول المعلومات مع الاخرين، سواء كانت هذه المعلومات داخل ام خارج المؤسسة. بالإضافة لذلك، يمكن استخدام خادم الشيربونت 2007 لتوفير محرك بحث متقدم عن الاشخاص والوثائق والمعلومات، كذلك يمكن استخدامه لتصميم نماذج الإدخال الخاصة بإجراءات العمل مثل تقديم طلب إجازة أو تقديم تقرير بمصاريف رحلة معينة وغيرها من نماذج الإدخال التي تخضع لمحركات سير العمل وتقوم بأتمتة اجراءات العمل.
يتوفر هناك نماذج جاهزة تستطيع من خلالها إنشاء تطبيقات جاهزة لخدمة احتياجات العمل من خلال sharepoint services
وقد صدر مؤخرا إصدار جديد من خادم شير بوينت وهو شير بوينت 2010 ويعمل بكفائة عالية مع مايكروسوفت اوفيس 2010 عن طريق التواصل المذهل مع باقي تطبيقات اوفيس 2010 واهماه دوكيمنت وورك سبيسنالن

## الفائدة من استخدام الشيربوينت
التفاعل بكفاءة عالية مع الاخرين، على سبيل المثال: يمكن استخدام التقويم ضمن البوابة أو موقع لمجموعة افراد لمعرفة الأحداث الخاصة بعمل الفريق وتتبعها، أو استخدام مكتبة الوثائق لتخزين وثائق المجموعات والاقسام والمؤسسة بشكل عام. يمكن كذلك مناقشة مواضيع معينة باستخدام المدونات Blogs.
إنشاء مواقع شخصية، حيث يمكن لأي موظف داخل المؤسسة إنشاء موقعه الخاص الذي يمكنه من مشاركة معلوماته مع الاخرين. في هذا الموقع يستطيع الموظف مشاهدة وإدارة وثائقه، مهامه، وصلاته التشعبية، التقويم الخاص بأحداثه، والعديد من المعلومات الشخصية الأخرى وذلك من موقع شخصي واحد ومركزي.
سهولة ايجاد الاشخاص، أو البحث عن المعرفة بكل اقسامها، أو البحث في بيانات تطبيقات الأعمال الأخرى في المؤسسة، مثل نظام شؤون الموظفين. وعلى سبيل المثال يمكن إيجاد اشخاص ذوي خبرات معينة أو اهتمامات معينة بواسطة محرك البحث والذي يمكن استخدامه من الموقع الشخصي لكل موظف. كذلك يمكن ايجاد بيانات معينة من قواعد البيانات المختلفة أو تطبيقات الأعمال في المؤسسة، وكذلك البحث عن الوثائق والسجلات والصور وملفات الصوت والصورة... الخ.
إدارة الوثائق، إدارة السجلات، إدارة محتويات الويب. على سبيل المثال يمكن لأي مؤسسة تصميم خطة لإتلاف الوثائق أو السجلات المحفوظة وذلك بعد فترة زمنية مجدولة.
يمكن بسهولة نشر التقارير، والقوائم ومؤشرات تقييم الأداء (KPI) وذلك بالتكامل مع قواعد البيانات مثل MS SQL Server 2005.

## اقرا أيضا
- مايكروسوفت اباث

## وصلات خارجية
- الموقع الرسمي